# Clinton (Wisconsin)
Clinton – wieś w Stanach Zjednoczonych, w stanie Wisconsin, w hrabstwie Rock.